# Étang Zombi
Étang Zombi är en sjö i Guadeloupe (Frankrike). Den ligger i den södra delen av Guadeloupe, 11 km öster om huvudstaden Basse-Terre. Étang Zombi ligger 442 meter över havet.